# Monica Niculescu
Monica Niculescu (født 25. september 1987 i Slatina, Rumænien) er en professionel tennisspiller fra Rumænien.